# Lithocarpus arcaulus
Lithocarpus arcaulus là một loài thực vật có hoa trong họ Fagaceae. Loài này được (Buch.-Ham. ex D.Don) C.C.Huang & Y.T.Chang mô tả khoa học đầu tiên năm 1978.